# Solicitador de pobres
El solicitador de pobres fue un cargo de España creado por Felipe II en las Cortes de Monzón-Barcelona (1563) y confiado al guardián del convento de San Francisco, de Barcelona, para procurar que estuviese debidamente atendida la defensa de los presos y solitar de los abogados y procuradores respectivos lo que conviniere a cada uno de los mismos, debiendo hacer también las oportunas observaciones al verificarse la visita de cárceles.
Este oficio estaba retribuido con 100 libras anuales y se mantuvo hasta la promulgación del Decreto de Nueva Planta.